# Alampyris mimetica
Alampyris mimetica är en skalbaggsart som beskrevs av Bates 1881. Alampyris mimetica ingår i släktet Alampyris och familjen långhorningar. Inga underarter finns listade i Catalogue of Life.